# 高山竹盾介殼蟲
高山竹盾介殼蟲（学名：Kuwanaspis arundinariae）为盾介殼蟲科竹盾介殼蟲屬下的一个种。